# Desire (canción de Geri Halliwell)

«Desire» es una canción por la británica Geri Halliwell de su tercer álbum de estudio, Passion (2005). Se lanzó el Reino Unido el 30 de mayo de 2005 como el segundo y último sencillo del álbum, llegó al número veintidós en la lista de UK Singles, convirtiéndose en el más bajo de su carrera en solitario, con 12 600 copias vendidas en Reino Unido. Su vídeo musical fue dirigido por Andy Morahan. La canción fue escrita por Halliwell y otros escritores que metafóricamente describe la personalidad como un felino con deseos sexuales.

## Listado de canciones
UK CD 1 y CD single alemán
(Lanzado en Reino Unido el 30 de mayo de 2005 y en Alemania el 27 de junio de 2005)
1. «Desire» – 3:21
2. «Lift Me Up» (K-Klass Phazerphunk Edit) – 4:10

UK CD 2
(Lanzado el 30 de mayo de 2005)
1. «Desire» – 3:21
2. «Desire» (Bimbo Jones Remix) – 6:30
3. «Desire» (Shanghai Surprize Remix) – 7:10

UK DVD single
(Lanzado el 30 de mayo de 2005)
1. «Desire» (Uncut Video) – 3:25
2. «Ride It» (Video) – 4:01
3. Detrás de escenas del vídeo Desire – 2:00
4. «True Love Never Dies» (Audio & Galería) – 3:36

CD single europeo y australiano
(Lanzado el 30 de mayo de 2005)
1. «Desire» – 3:21
2. «Desire» (Bimbo Jones Remix) – 6:30
3. «Desire» (Shanghai Surprize Remix) – 7:10
4. «Lift Me Up» (K-Klass Phazer-Phunk Edit) – 4:10

The Remixes UK promo CD single
1. «Desire» (Bimbo Jones Remix) – 6:30
2. «Desire» (Shanghai Surprize Remix) – 7:10
3. «Desire» (Bimbo Jones Dub) – 6:43
4. «Desire» (Korpi & Blackcell Dub) – 6:25
5. «Desire» (Radio Edit) – 3:21

## Posicionamiento
| Listas (2005)                | Posición |
| ---------------------------- | -------- |
| Australian Singles Chart     | 78       |
| Belgian Tip Chart (Flanders) | 9        |
| European Hot 100 Singles     | 55       |
| German Singles Chart         | 97       |
| Greek Singles Chart          | 48       |
| Irish Singles Chart          | 38       |
| Italian Singles Chart        | 19       |
| Romanian Top 100             | 70       |
| UK Singles Chart             | 22       |